# MadTaste
MadTaste es un disco recopilatorio con canciones de grupos que han pasado por el festival de música alternativa Festimad. Incluye los singles de los grupos que han ganado el concurso de maquetas Concurso Rock y que a causa de ello han sido premiados con una actuación en la edición correspondiente de Festimad.